# شهلان السفلى (الظهار)

تعديل مصدري - تعديل

شهلان السفلى محلة تابعة لقرية المحصن، التابعة لعزلة الحوج القبلي بمديرية الظهار إحدى مديريات محافظة إب في الجمهورية اليمنية.، بلغ تعداد سكانها 393 حسب تعداد اليمن لعام 2004.